# Der Fisch-Club
Der Fisch-Club (Originaltitel Fish Hooks) ist eine US-amerikanische Zeichentrickserie von Walt Disney, die von 2010 bis 2014 entstand und ausgestrahlt wurde. Sie handelt vom Alltag drei junger Fische in einem Zooladen.

## Handlung
Die drei Fische Milo, Oscar und Bea leben in den Aquarien in einer Zoohandlung. Die jugendlichen Fische besuchen eine Fisch-Schule, unternehmen Ausflüge und erleben Abenteuer mit anderen Tieren der Zoohandlung. Milo, ein Siamesischer Kampffisch, ist der fröhliche und abenteuerlustige der Gruppe, während sein Bruder und Wels Oscar eher vorsichtig und zurückhaltend ist. Oft ist Oscar die Stimme der Vernunft. Ihre Freundin Bea ist ein stets aufgeregtes Goldfischmädchen, das einmal Schauspielerin werden will.

## Produktion und Veröffentlichung
Die Serie entstand bei Disney Television Animation unter der Regie von Maxwell Atoms, William Reiss, C. H. Greenblatt, Tom Warburton, Derek Evanick und Diana Lafyatis. Hauptautoren waren Noah Z. Jones, Alex Hirsch und William Reiss. Jones und Maxwell Atoms waren auch als ausführende Produzenten tätig sowie Noah Jones auch als künstlerischer Leiter. Für den Schnitt waren Illya Owens und Ted Supa verantwortlich. Die Musik komponierte Andy Sturmer.
Die Serie wurde beim Disney Channel USA vom 24. September 2010 bis zum 4. April 2014 ausgestrahlt. Ihre deutsche Premiere hatte die Serie am 31. Dezember 2010 auf dem deutschen Disney Channel, bevor am 10. Januar 2011 die normale Ausstrahlung begann. Ab 2011 wurde Der Fisch-Club auch von Super RTL gezeigt. Die Serie wurde auch in der Türkei, in Großbritannien, Australien, Neuseeland, Südafrika und Südostasien im Fernsehen ausgestrahlt.

## Synchronisation
Die deutschsprachige Synchronfassung entstand bei der FFS Film- & Fernseh-Synchron in München, unter der Dialogregie von Marina Köhler.
| Rolle            | Originalsprecher    | Deutscher Sprecher |
| ---------------- | ------------------- | ------------------ |
| Milo             | Kyle Massey         | Benedikt Gutjan    |
| Bea Goldfishberg | Chelsea Staub       | Farina Brock       |
| Oscar            | Justin Roiland      | Julian Manuel      |
| Pirahnica        | Laura Ortiz         | Bettina Zech       |
| Albert Glass     | Atticus Shaffer     | Bettina Zech       |
| Ann Chovie       | Jane Carr           | Ilena Gwisdalla    |
| Finberley        | Kimberley Mooney    | Ilena Gwisdalla    |
| Bassy und Snake  | Tress MacNeille     | Claudia Schmidt    |
| Maus             | Vanessa Marshall    | Constanze Lindner  |
| Mr. Muschel      | Tommy „Tiny“ Lister | Mike Carl          |
| Randy            | Josh Sussman        | Dirk Meyer         |
| Rektor Stachel   | Jerry Stiller       | Gerd Meyer         |
| Shaun Whitefish  | Shaun White         | Oliver Scheffel    |

## Auszeichnungen
Die Serie wurde 2011 mit dem Preis der Britischen Filmakademie für Internationale Kindersendungen ausgezeichnet. Außerdem wurde im gleichen Jahr eine Folge für den Environmental Media Award nominiert.